# Erato costaricensis
Erato costaricensis là một loài thực vật có hoa trong họ Cúc. Loài này được E. Moran & V.A.Funk mô tả khoa học đầu tiên năm 2006.